# كنداوة (الحديدة)

تعديل مصدري - تعديل

كنداوة هي إحدى قرى مديرية الزهرة، التابعة لمحافظة الحديدة اليمنية، بلغ تعداد سكانها 1694 نسمة حسب الإحصاء الذي أجري عام 2004.